# Niklaus Riggenbach
Niklaus Riggenbach (Guebwiller, Francia, 21 de mayo de 1817 - Olten, Suiza, 25 de julio de 1899) fue inventor del sistema Riggenbach para ferrocarril de cremallera y del freno a contrapresión.

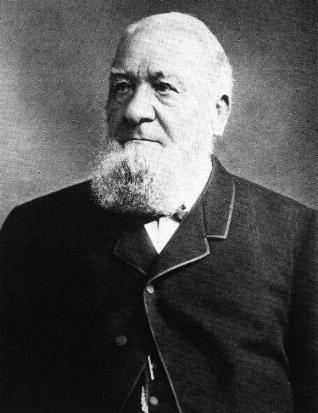
Niklaus Riggenbach

Niklaus Riggenbach, cuya familia procedía de Rünenberg, en el cantón suizo de Basilea-Campiña, volvió de Alsacia a Suiza con su madre y siete hermanos pequeños cuando su padre murió joven. Con 16 años empezó el aprendizaje de mecánico y viajó luego a Lyon y en 1837 a París, donde encontró empleo. Asistía a clases nocturnas para mejorar sus conocimientos de matemáticas y física. En 1839 presenció la inauguración del ferrocarril de París-St. Germain, y desde entonces solo quiso dedicarse a la construcción de locomotoras.
En 1840 empezó a trabajar en la conocida fábrica de Emil Keßler en Karlsruhe (Alemania), donde pronto subió a jefe de la empresa. En esta posición participó en la construcción de 150 locomotoras. Una de ellas era la Limmat, una de las cuatro que inauguraron el 9 de agosto de 1847 el Ferrocarril Suizo del Norte. El en persona se encargó de transportarla a Suiza y de hacer las pruebas pertinentes en la línea de Zúrich a Baden.
Cuando comenzó a construirse el ferrocarril suizo de Basilea a Olten en 1853, la directiva del Ferrocarril Central Suizo le dio el puesto de jefe de talleres. Hizo viajes a Inglaterra y Austria e introdujo diversas mejoras ferroviarias que llevan su nombre. En 1856 ascendió a jefe de los nuevos talleres centrales en Olten, adonde se fue a vivir con su familia.
Le causaba preocupaciones la escasa adhesión de las primeras locomotoras en la pendiente de 26 milésimas por el Hauenstein entre Olten y Sissach. Después de muchos ensayos, Riggenbach descubrió que la seguridad de la explotación aumenta en los tramos con mucha pendiente si la locomotora posee una rueda dentada o piñón que se engrana en una cremallera colocada en la vía. El 12 de agosto de 1863 Francia le concedió la patente n.º 59625. De 1869 a 1871 construyó junto con los ingenieros Naeff y Zschokke el tren de Vitznau-Rigi, el primer ferrocarril de montaña de Europa con el sistema inventado por él. Un sistema muy parecido se había utilizado poco antes en el ferrocarril de Mount Washington (New Hampshire, EE. UU.).

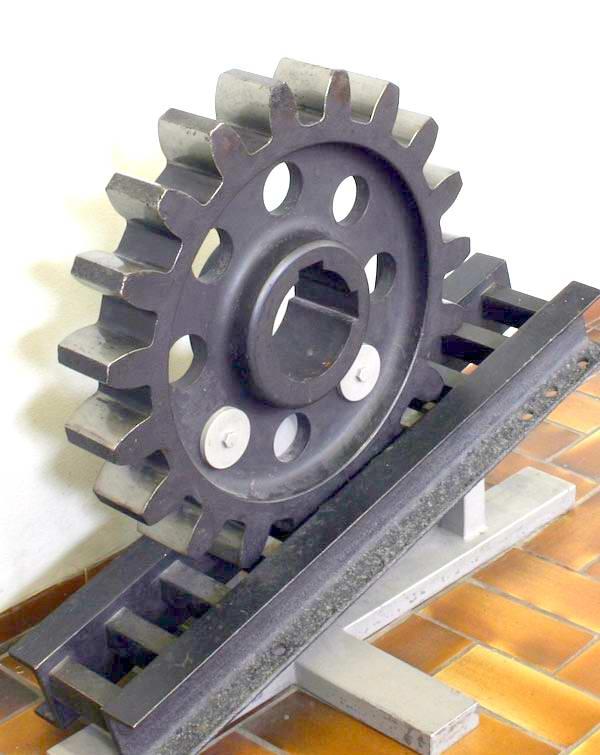
Sistema Riggenbach.

En 1871 dejó los talleres de Olten para dirigir una nueva fábrica en Aarau. En 1882 construyó el Elevador do Bom Jesus en Portugal, que aún sigue en servicio, y desde 1883 trabajó por su cuenta para diversos ferrocarriles de montaña en varios continentes.
Niklaus Riggenbach murió el 25 de julio de 1899 a los 82 años de edad.